# JoAnne Stubbe
JoAnne Stubbe (Champaign, Illinois, 11 de junho de 1946) é uma bioquímica estadunidense.